# Max Friedländer (Journalist)

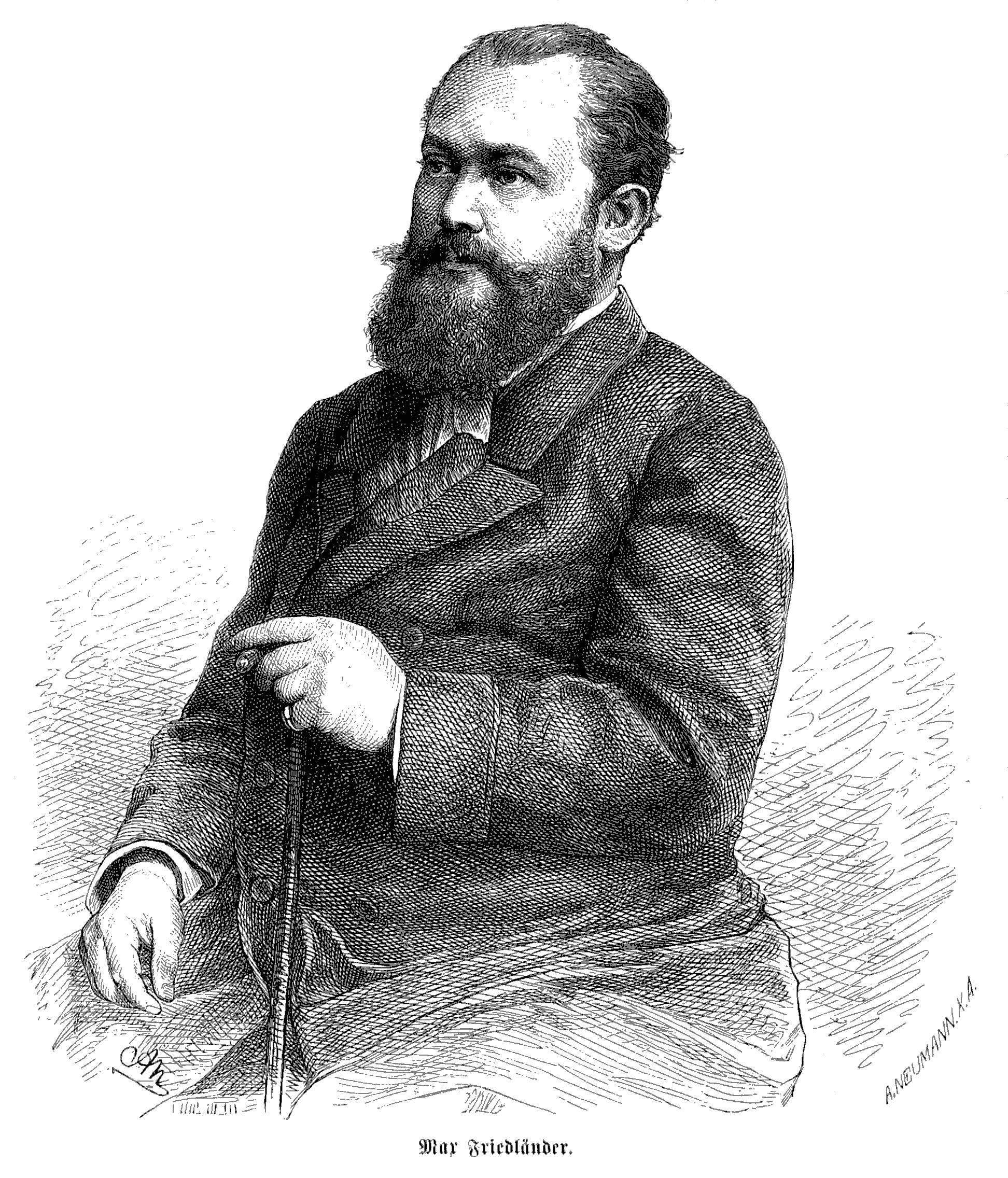
Max Friedländer

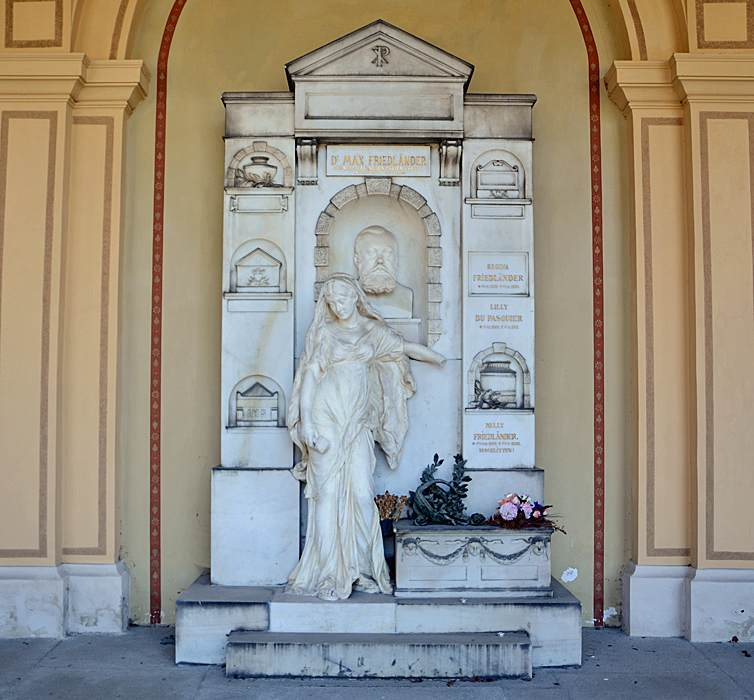
Ehrengrab auf dem Wiener Zentralfriedhof

Max Friedländer (* 18. Juni 1829 in Pleß, Oberschlesien; † 20. April 1872 in Wien) war ein deutsch-österreichischer Journalist jüdischer Herkunft.

## Leben
Max Friedländer besuchte das Gymnasium in Schulpforta, widmete sich dann gleichzeitig mit seinem Vetter Ferdinand Lassalle juristischen Studien auf den Universitäten von Berlin, Breslau und Heidelberg und wurde nach deren Vollendung als Assessor am Stadtgericht in Breslau angestellt. Gemeinsam mit Lassalle war er Mitglied (1847 eingetreten) der Alten Breslauer Burschenschaft. Sein bald darauf veröffentlichtes Buch über das geistige Eigentum: Der ausländische und einheimische Rechtsschutz gegen Nachdruck und Nachbildung (Leipzig 1857) erregte Aufsehen in juristischen Kreisen. Als Publizist trat er zuerst 1856 mit Beiträgen für die Wiener Presse hervor, übersiedelte bald darauf nach Wien und trat als Mitarbeiter in die Redaktion der genannten Zeitung.
Seine volkswirtschaftlichen Aufsätze hatten einen bedeutenden Erfolg; insbesondere lenkten seine Aufsätze über den politischen Tendenzprozeß gegen Richter, den Direktor der Kreditanstalt, die er unter den drückendsten Presseverhältnissen schrieb, die allgemeine Aufmerksamkeit auf ihn. Nach dem italienischen Krieg führte er einen erfolgreichen publizistischen Feldzug für die Einführung einer Verfassung und gegen den Schmerlingschen Scheinliberalismus. Mit Michael Etienne und Adolf Werthner begründete er im September 1864 die Neue Freie Presse und blieb mit jenen vereint bis zu seinem Tod an der Spitze des großen Blattes tätig. Er war unter anderem für den Wirtschaftsteil der Neuen Freien Presse zuständig. Max Friedländer war außerdem einer der Mitbegründer des bekannten Etablissement Ronacher in Wien.
Max Friedländer starb am 20. April 1872 in Wien.